# Rosfjorden
Il Rosfjord o Rosfjorden è un fiordo situato nel comune di Lyngdal nella contea di Vest-Agder, in Norvegia.

## Descrizione
Il fiordo, lungo 12 chilometri, collega la città di Lyngdal al Mare del Nord. La penisola di Austad si trova sul lato est del fiordo, con il villaggio di Austad vicino al litorale. L'area che circonda il fiordo faceva parte del comune di Austad dal 1909 fino alla sua dissoluzione nel 1963.
L'estremità settentrionale del fiordo è la posizione del porto di Agnefest, un porto di acque profonde che risale almeno al 1771. A causa dell'alta salinità dell'acqua, il fiordo raramente ghiaccia, rendendolo un porto adatto all'attracco anche nella stagione invernale. La spiaggia di Rosfjord, che si trova all'estremità settentrionale del fiordo, è assai rinomata e frequentata turisticamente. C'è sia un campeggio che un hotel vicino alla spiaggia. Il campeggio sul sito risale al 1934. Negli anni '70 furono costruite diverse case e l'hotel-Rosfjord Strandhotell che, risale al 1986.